# Азартні ігри в Болгарії
Гра́льний бі́знес в Болгарії — сфера економіки Болгарії, що є легальною й що жорстко контролюється державою.

## Опис
В країні дозволено всі форми азартних ігор, при цьому ринок ігор є сильно регульованим та має сплачувати порівняно висоні податки. Оператори азартних ігор, що хочуть працювати на ринку країни, повинні купити ліцензію та сплатити гонорар, пов'язаний з юридичною діяльністю в країні.

## Історія
Азартні ігри в Болгарії були незаконними до 1993 року, так само, як і в більшості східноєвропейських країн, що раніше були під впливом або окупацією Росії. Азартні ігри в Болгарії було дозволено 1993 року, але чіткі правила їхнього регулювання введено лише 1998 року. З цього моменту «Державна комісія з питань грального бізнесу» почала видавати ліцензії операторам грального бізнесу для роботи на території Болгарії.
Онлайн-казино та загалом азартні ігри в інтернеті в Болгарії легальні з 2008 року, але законодавство для їхнього регулювання з'явилось 2012 року. Згідно нового закону, оператори онлайн-ігор повинні були сплачувати 15 % обороту у вигляді податку. Неліцензовані оператори потрапляли до чорного списку, цей список налічує понад 350 сайтів. Доступ до сайтів з цього списку блокуються провайдерами на всій території країни. При цьому немає законів, що б забороняли болгарським гравцям грати на міжнародних сайтах.
Через високий податок, міжнародні компанії неохоче купуали болгарську ліцензію. 2012 року парламент Болгарії спростив закон про азартні ігри, зобов'язавши операторів сплачувати одноразову ліцензійну плату в 50.000 євро, а податок з обороту було змінено на 20 % валового прибутку.
Таке оподаткування заохотило онлайн-операторів подати заявку на отримання болгарської ліцензії. Було видано декілька ліцензій, і 2014 року Болгарська державна комісія з азартних ігор повідомила про прибуток в 20 млн $ за півроку.
Влітку 2020 року Національне агентство з доходів (NRA) отримало контроль над регулюванням азартних ігор в країні, припинивши діяльність Держкомісії з азартних ігор. З цього часу саме NRA контролює інвестиції і фонди для організації азартних ігор. Було змінено також правила видачі ліцензій: казино відтоді має задекларувати капітал від 1,5 млн. левів або 500 тис. левів для відкриття залу з ігровими автоматами.